# یربا (ویرجینیای غربی)
یربا (به انگلیسی: Yerba) یک منطقهٔ مسکونی در ایالات متحده آمریکا است که در شهرستان مک‌داول، ویرجینیای غربی واقع شده‌است. یربا ۴۲۴٫۹ متر بالاتر از سطح دریا واقع شده‌است.